# Kiklop
 Ovo je glavno značenje pojma Kiklop. Za druga značenja pogledajte Kiklop (razdvojba).
Kiklop (grč. Κύκλωψ, Kýklôps) u grčkoj mitologiji ime je plemena divova koji imaju samo jedno oko. Najpoznatiji je Polifem.

## Etimologija
Kiklopovo ime Κύκλωψ izvedenica je od grčkih riječi "kotač" (κύκλος) i "oko" (ωψ). Moguće je i da je imalo značenje "kradljivac stoke" (od ie. korijena za stoku i grčkog korijena klep- za lopova i krađu).

## Mitologija

### Heziod
Heziod u Teogoniji spominje tri Kiklopa: Bronta, Steropa i Arga, Uranove i Gejine sinove. Prema Heziodu, imali su jedno oko, bijahu snažni, tvrdoglavi i žestokih emocija. S vremenom su postali sinonim za snagu i moć, pa ih se poslije smatralo kovačima jakih, moćnih oružja.
Uran se bojao njihove snage i zatvorio ih je u Tartar odakle ih je poslije oslobodio Kron. No, nakon što je Kron svrgnuo svoga oca, vratio ih je u Tartar gdje ih je čuvala Kampa, zmajoliko škorpionsko, žensko čudovište. Na posljetku ih je oslobodio Zeus, a oni su mu iskovali njegove munje koje su mu pomogle da svrgne Krona i ostale Titane. Arg je munjama dodao svjetlost, Bront grom, a Sterop munju.
Ovi su Kiklopi također iskovali Posejdonov trozub, Artemidin luk i strijele te Hadovu kacigu koju je dao Perzeju da uništi Meduzu. Prema Kalimahu, bili su Hefestovi pomoćnici u njegovoj kovačnici.
Jedna inačica mita govori da ih je ubio Apolon nakon što je Zeus ubio njegova sina Asklepije munjom koju su Kiklopi iskovali.

### Homer
Homer u Odiseji govori o Kiklopu Polifemu, sinu Toze i Posejdona, ali i o rasi Kiklopa.
Odisej je sa svojim ljudima stigao na kiklopski teritorij te su naišli na veliku pećinu. Ušli su u nju i napravili gozbu jer su pronašli svakojaku hranu. Nisu znali da je pećina dom Kiklopa Polifema, jednookog diva koji se uskoro vratio. Polifem ih je zatočio u pećini blokirajući izlaz velikim kamenom koji smrtnici nisu mogli pomaknuti. Svakog je dana jeo par muškaraca, ali ubrzo je Odisej smislio kako će pobjeći.
Odisej mu je dao nerazrijeđena vina da ga napije. Kad ga je Polifem pitao kako se zove, Odisej je rekao - Nitko. Da bi mu zahvalio na vinu, Polifem je rekao da će ga posljednjega pojesti. Kad je div pijan zaspao, Odisej i njegovi ljudi pretvorili su bor u veliko koplje, koje su pripremili dok je Polifem vani čuvao svoje stado, i oslijepili ga. Polifem je jecao i zapomagao, a ostali su ga Kiklopi čuli i pitali tko mu je probo oko. On je uzvratio - Nitko. Kiklopi su otišli misleći da je poludio ili je žrtva bogova.
Ujutro je Polifem maknuo kamen s ulaza da bi pustio ovce na ispašu. Budući da je bio slijep, nije mogao vidjeti Odiseja i njegove ljude, ali opipao je vrhove ovaca, da ih slučajno nisu zajahali. Međutim, oni su se privezali ispod ovaca i tako pobjegli i uskočili u svoje brodovlje.
Kad su odmakli, Odisej je viknuo Polifemu svoje ime i pobjedonosno uzviknuo. Gnjevni je Polifem bacio ogromnu stijenu na njih, ali promašio je jer ih nije mogao vidjeti. Potom se pomolio svome ocu Posejdonu da ne dopusti Odiseju da se vrati na rodnu Itaku ili da samo on stigne u stranome brodu a da mu cijela posada umre.

### Ovidije
Prema Ovidiju, Galateja je bila morska nimfa Nereida (kći morskog boga Nereja) u koju se zaljubio sicilski Kiklop Polifem, sin boga Posejdona. No, ona je bila zaljubljena u sicilskoga mladića Akida. Ljubomorni ga je Polifem ubio gromadom u bijesu, a Galateja je njegovu krv pretvorila u istoimenu rijeku na Siciliji.
Druga inačica priče govori da je Polifem na njih poslao krdo konja od čijeg se topota tresla zemlja i uzburkalo more. Prestravljeni Akid i Galateja bacili su se u more i pretvorili u ribe da bi otišli na sigurno. Da se ne bi izgubili, povezali su se dugom plavom vrpcom. Vidjevši njihovu neizmjernu ljubav, bogovi su se sažalili i pretvorili ih u zviježđe na nebu - Ribe.

## Kiklopske zidine
U helenističko doba divilo se mikenskom zidarstvu te se vjerovalo da su građevine poput Mikene ili Tirina na Cipru zahtijevali toliku vještinu i snagu da su ih mogli sagraditi samo Kiklopi, stoga se nazivaju "kiklopskim zidinama".